# Aphaenogaster belti
Aphaenogaster belti é uma espécie de inseto do gênero Aphaenogaster, pertencente à família Formicidae.